# Andi Watson
Pour les articles homonymes, voir Watson et Andrew Watson (homonymie).
Andrew Watson (né en octobre 1969 à Kippax, Yorkshire de l'Ouest) est un auteur de bande dessinée britannique.

## Biographie
En 1992, Andi Watson autoédite des minicomics. En 1993, il publie chez Slave Labor Graphics sa première minisérie intitulée Samurai Jam. En 1994, il lance sa série Skeleton Key. Il publie ensuite la minisérie Geisha. En plus de travailler sur ses créations, il est recruté pour scénarisé les épisodes du comics de Buffy contre les vampires. En 1999, il reprend Skeleton Key le temps d'une minisérie de quatre épisodes. Puis il crée Slow News Day en six parties publié par Slave Labor. Andi Watson est aussi l'auteur du roman graphique Breakfast After Noon' et de la série Love Fights.

## Publications
- Comics de Buffy contre les vampires (Dark Horse Comics)
- Bizarro (Comics) (DC Comics)
- Grendel
- Samurai Jam (Slave Labor Graphics, 1993, tpb The Complete Samurai Jam, 176 pages, 2003)
- Skeleton Key (1995) (Slave Labor Graphics)
- Aliens vs Predator - Xenogenesis (avec Mel Rubi, 1999)
- X-Men Unlimited #30 (avec Mike Lilly and Jim Mahfood, Marvel, 2000)
- Breakfast after noon, Casterman, 2002[2]
- Love Fights (2003) (Oni Press)
- Slownewsday, Çà et là, 2005
- Ruptures, Çà et là, 2006
- Little Star, Çà et là, 2006
- La Tournée, Çà et là, 2019 - Sélection officielle Festival d'Angoulême 2020